# Alfred Kjerulf
Frederik Niels Alfred Kjærulff (født 24. februar 1882 i København. død 28. juli 1938) var en dansk revyforfatter og manuskriptforfatter.
Kjærulf har skrevet tekster til mange revyer, blandt andet til Lorry Revyen, Apollorevyen og Cirkusrevyen. Desuden har Kjærulf været manuskriptforfatter til stumfilm i 1912 og 1922, samt fire film fra 1936 til 1963.

## Filmografi
Manuskriptforfatter til følgende stumfilm:
- 1912, Frelserpigen
- 1912, Den Stærkeste
- 1912, Koleraen
- 1912, En Dags simpelt Fængsel
- 1912, Damernes Blad
- 1912, Dødsspring til Hest fra Cirkuskuplen
- 1912, Dødsangstens Maskespil
- 1912, Jeg vil ha' en Søn
- 1912, Mellem Storbyens Artister
- 1913, Grossererens Overordnede
- 1913, Dramaet i den gamle Mølle
- 1913, Elskovs Gækkeri
- 1913, Flugten gennem Luften
- 1913, Højt Spil
- 1913, I Stævnemødets Time
- 1913, Grev Zarkas Bande
- 1913, Den kvindelige Dæmon
- 1913, Under Blinkfyrets Straaler

Har skrevet tekst og sangtekster til følgende
- 1936, Cirkusrevyen - Hen te' kommoden - tekst
- 1938, Champagnegaloppen- sangtekster
- 1942, Alle mand på dæk - sangtekster
- 1963, Hvis lille pige er du? - sangtekster